# Sde Teiman
Sde Teiman est une base militaire israélienne et une prison clandestine situé à 5 km au nord-ouest de Beer-Sheva dans le désert du Néguev, au sud d'Israël. Des abus systématiques, viols et violations des droits de l'homme ont été rapportés dans ce camps qui est inaccessible à la Croix-Rouge.

## Présentation
La base militaire Sde Teiman est située dans la désert du Néguev à proximité de la ville de Beer-Sheva à environ 30 kilomètres de la bande de Gaza. Selon une enquête de CNN, la base est divisée en deux, avec d'une part une partie clôturée qui sert de prison pour les Palestiniens depuis le 7 octobre 2023 et d'autre part un hôpital de campagne.
Depuis décembre 2023, la « loi sur la détention des combattants illégaux », votée par la Knesset, permet à Tsahal de détenir des individus soupçonnés d'« activités hostiles à l’État d’Israël, directement ou indirectement, ou d’appartenir à une force engagée dans des activités contre l’État d’Israël ». Ainsi cette loi autorise l'armée israélienne d'emprisonner des Palestiniens sans le statut de prisonnier de guerre et donc les protections afférentes.
En juin 2024, une requête pour fermer le centre de détention, déposée par plusieurs associations de défense des droits de l’homme, a été examinée par la Cour suprême d'Israël. À la suite de cet examen, l'armée prévoit une fermeture. Un premier contingent de 700 détenus aurait été déplacé dans la base militaire de Ofer.

## Conditions de détentions
Pour un article plus général, voir Torture pendant la guerre à Gaza.
Le camp militaire est surnommé le « Guantánamo d'Israël »,, il est inaccessible à la Croix-Rouge. 
De nombreux employés israéliens et des détenus palestiniens libérés font état d'abus systématiques et de violations des droits de l'homme, notamment de tortures physiques et psychologiques,. En mai 2024, le média CNN publie une enquête révélant des « conditions de détention indignes, violentes et déshumanisantes ». Une des photos de l'enquête montre des dizaines de prisonniers, assis sur de fin matelas, les yeux bandés.
Après la mort de 36 détenus à Sde Teiman, Tsahal indique avoir engagé des enquêtes, mais aucun militaire n’a été arrêté,.
Pour les experts du Haut-Commissariat des Nations unies aux droits de l'homme ces tortures et violences sexuelles dans la prison de Sde Teiman « sont tout à fait illégales et révoltantes » mais elles sont que la partie visible des exactions commises à l'encontre des Palestiniens.

## Accusations d'abus sexuels
Pour un article plus général, voir Violences sexuelles et sexistes à l'encontre des Palestiniennes pendant la guerre de Gaza.
Alors que cinq soldats réservistes israéliens sont emprisonnés pour présomption d’abus sexuels sur un détenu palestinien au sein de Sde Teiman, Tsahal demande, en août 2024, le retrait des photographies des suspects publiées par la chaîne arabophone de Kan news, Makan. Selon l’armée israélienne, les soldats sont accusés de sodomie aggravée (un chef d’accusation similaire au viol), d’avoir occasionné des lésions corporelles et des sévices.
En réaction à l’arrestation des soldats, plusieurs dizaines de manifestants issus des milieux d’extrême droite israélienne, en présence du parlementaire Zvi Sukkot (en) et du ministre Amihai Eliyahu, ont envahi Sde Teiman, en juillet 2024, durant plusieurs heures pour exiger leur libération.

## Condamnation judiciaire
En février 2025, un tribunal militaire israélien a condamné un militaire à sept mois de prison ferme pour « mauvais traitements », à la prison Sde Teiman, sur des prisonniers palestiniens. Ces derniers « menottés et les yeux bandés » étaient frappés par le soldat israélien à coups de poing et avec une arme.